# IJslands voetbalelftal onder 16 (mannen)
Het IJslands voetbalelftal voor mannen onder 16 is een voetbalelftal voor spelers onder de 16 jaar dat IJsland vertegenwoordigt op internationale toernooien. Het elftal speelt onder andere wedstrijden voor het Europees kampioenschap voetbal onder 16.

## Prestaties op internationale toernooien

### Europees kampioenschap
| Europees kampioenschap voetbal mannen onder 16 | Europees kampioenschap voetbal mannen onder 16 | Europees kampioenschap voetbal mannen onder 16 | Europees kampioenschap voetbal mannen onder 16 | Europees kampioenschap voetbal mannen onder 16 | Europees kampioenschap voetbal mannen onder 16 | Europees kampioenschap voetbal mannen onder 16 | Europees kampioenschap voetbal mannen onder 16 | Europees kampioenschap voetbal mannen onder 16 | Europees kampioenschap voetbal mannen onder 16 |
| Jaar                                           | Ronde                                          | Wed.                                           | W                                              | G                                              | V                                              | DV                                             | DT                                             | KW                                             |                                                |
| ---------------------------------------------- | ---------------------------------------------- | ---------------------------------------------- | ---------------------------------------------- | ---------------------------------------------- | ---------------------------------------------- | ---------------------------------------------- | ---------------------------------------------- | ---------------------------------------------- | ---------------------------------------------- |
| 1982                                           | Niet gekwalificeerd                            | Niet gekwalificeerd                            | Niet gekwalificeerd                            | Niet gekwalificeerd                            | Niet gekwalificeerd                            | Niet gekwalificeerd                            | Niet gekwalificeerd                            | kwalificatie                                   |                                                |
| 1984                                           | Niet gekwalificeerd                            | Niet gekwalificeerd                            | Niet gekwalificeerd                            | Niet gekwalificeerd                            | Niet gekwalificeerd                            | Niet gekwalificeerd                            | Niet gekwalificeerd                            | kwalificatie                                   |                                                |
| 1985                                           | Groepsfase                                     | 3                                              | 0                                              | 0                                              | 3                                              | 0                                              | 10                                             | kwalificatie                                   |                                                |
| 1986                                           | Niet gekwalificeerd                            | Niet gekwalificeerd                            | Niet gekwalificeerd                            | Niet gekwalificeerd                            | Niet gekwalificeerd                            | Niet gekwalificeerd                            | Niet gekwalificeerd                            | kwalificatie                                   |                                                |
| 1987                                           | Niet gekwalificeerd                            | Niet gekwalificeerd                            | Niet gekwalificeerd                            | Niet gekwalificeerd                            | Niet gekwalificeerd                            | Niet gekwalificeerd                            | Niet gekwalificeerd                            | kwalificatie                                   |                                                |
| 1988                                           | Niet gekwalificeerd                            | Niet gekwalificeerd                            | Niet gekwalificeerd                            | Niet gekwalificeerd                            | Niet gekwalificeerd                            | Niet gekwalificeerd                            | Niet gekwalificeerd                            | kwalificatie                                   |                                                |
| 1989                                           | Niet gekwalificeerd                            | Niet gekwalificeerd                            | Niet gekwalificeerd                            | Niet gekwalificeerd                            | Niet gekwalificeerd                            | Niet gekwalificeerd                            | Niet gekwalificeerd                            | kwalificatie                                   |                                                |
| 1990                                           | Niet gekwalificeerd                            | Niet gekwalificeerd                            | Niet gekwalificeerd                            | Niet gekwalificeerd                            | Niet gekwalificeerd                            | Niet gekwalificeerd                            | Niet gekwalificeerd                            | kwalificatie                                   |                                                |
| 1991                                           | Groepsfase                                     | 3                                              | 1                                              | 0                                              | 2                                              | 3                                              | 5                                              | kwalificatie                                   |                                                |
| 1992                                           | Niet gekwalificeerd                            | Niet gekwalificeerd                            | Niet gekwalificeerd                            | Niet gekwalificeerd                            | Niet gekwalificeerd                            | Niet gekwalificeerd                            | Niet gekwalificeerd                            | kwalificatie                                   |                                                |
| 1993                                           | Groepsfase                                     | 3                                              | 1                                              | 0                                              | 2                                              | 6                                              | 5                                              | kwalificatie                                   |                                                |
| 1994                                           | Groepsfase                                     | 3                                              | 0                                              | 0                                              | 3                                              | 3                                              | 6                                              | kwalificatie                                   |                                                |
| 1995                                           | Niet gekwalificeerd                            | Niet gekwalificeerd                            | Niet gekwalificeerd                            | Niet gekwalificeerd                            | Niet gekwalificeerd                            | Niet gekwalificeerd                            | Niet gekwalificeerd                            | kwalificatie                                   |                                                |
| 1996                                           | Niet gekwalificeerd                            | Niet gekwalificeerd                            | Niet gekwalificeerd                            | Niet gekwalificeerd                            | Niet gekwalificeerd                            | Niet gekwalificeerd                            | Niet gekwalificeerd                            | kwalificatie                                   |                                                |
| 1997                                           | Groepsfase                                     | 3                                              | 1                                              | 0                                              | 2                                              | 2                                              | 5                                              | kwalificatie                                   |                                                |
| 1998                                           | Groepsfase                                     | 3                                              | 0                                              | 1                                              | 2                                              | 1                                              | 4                                              | kwalificatie                                   |                                                |
| 1999                                           | Niet gekwalificeerd                            | Niet gekwalificeerd                            | Niet gekwalificeerd                            | Niet gekwalificeerd                            | Niet gekwalificeerd                            | Niet gekwalificeerd                            | Niet gekwalificeerd                            | kwalificatie                                   |                                                |
| 2000                                           | Niet gekwalificeerd                            | Niet gekwalificeerd                            | Niet gekwalificeerd                            | Niet gekwalificeerd                            | Niet gekwalificeerd                            | Niet gekwalificeerd                            | Niet gekwalificeerd                            | kwalificatie                                   |                                                |
| 2001                                           | Niet gekwalificeerd                            | Niet gekwalificeerd                            | Niet gekwalificeerd                            | Niet gekwalificeerd                            | Niet gekwalificeerd                            | Niet gekwalificeerd                            | Niet gekwalificeerd                            | kwalificatie                                   |                                                |
| Toernooi ging verder als EK onder 17.          |                                                |                                                |                                                |                                                |                                                |                                                |                                                |                                                |                                                |

### Wereldkampioenschap
| Wereldkampioenschap voetbal onder 16 overzicht | Wereldkampioenschap voetbal onder 16 overzicht | Wereldkampioenschap voetbal onder 16 overzicht | Wereldkampioenschap voetbal onder 16 overzicht | Wereldkampioenschap voetbal onder 16 overzicht | Wereldkampioenschap voetbal onder 16 overzicht | Wereldkampioenschap voetbal onder 16 overzicht | Wereldkampioenschap voetbal onder 16 overzicht |
| Jaar                                           | Ronde                                          | Wed.                                           | W                                              | G                                              | V                                              | DV                                             | DT                                             |
| ---------------------------------------------- | ---------------------------------------------- | ---------------------------------------------- | ---------------------------------------------- | ---------------------------------------------- | ---------------------------------------------- | ---------------------------------------------- | ---------------------------------------------- |
| 1985                                           | Niet gekwalificeerd                            | Niet gekwalificeerd                            | Niet gekwalificeerd                            | Niet gekwalificeerd                            | Niet gekwalificeerd                            | Niet gekwalificeerd                            | Niet gekwalificeerd                            |
| 1987                                           | Niet gekwalificeerd                            | Niet gekwalificeerd                            | Niet gekwalificeerd                            | Niet gekwalificeerd                            | Niet gekwalificeerd                            | Niet gekwalificeerd                            | Niet gekwalificeerd                            |
| 1989                                           | Niet gekwalificeerd                            | Niet gekwalificeerd                            | Niet gekwalificeerd                            | Niet gekwalificeerd                            | Niet gekwalificeerd                            | Niet gekwalificeerd                            | Niet gekwalificeerd                            |
| Toernooi ging verder als WK onder 17.          |                                                |                                                |                                                |                                                |                                                |                                                |                                                |